# Wasserturm Loh

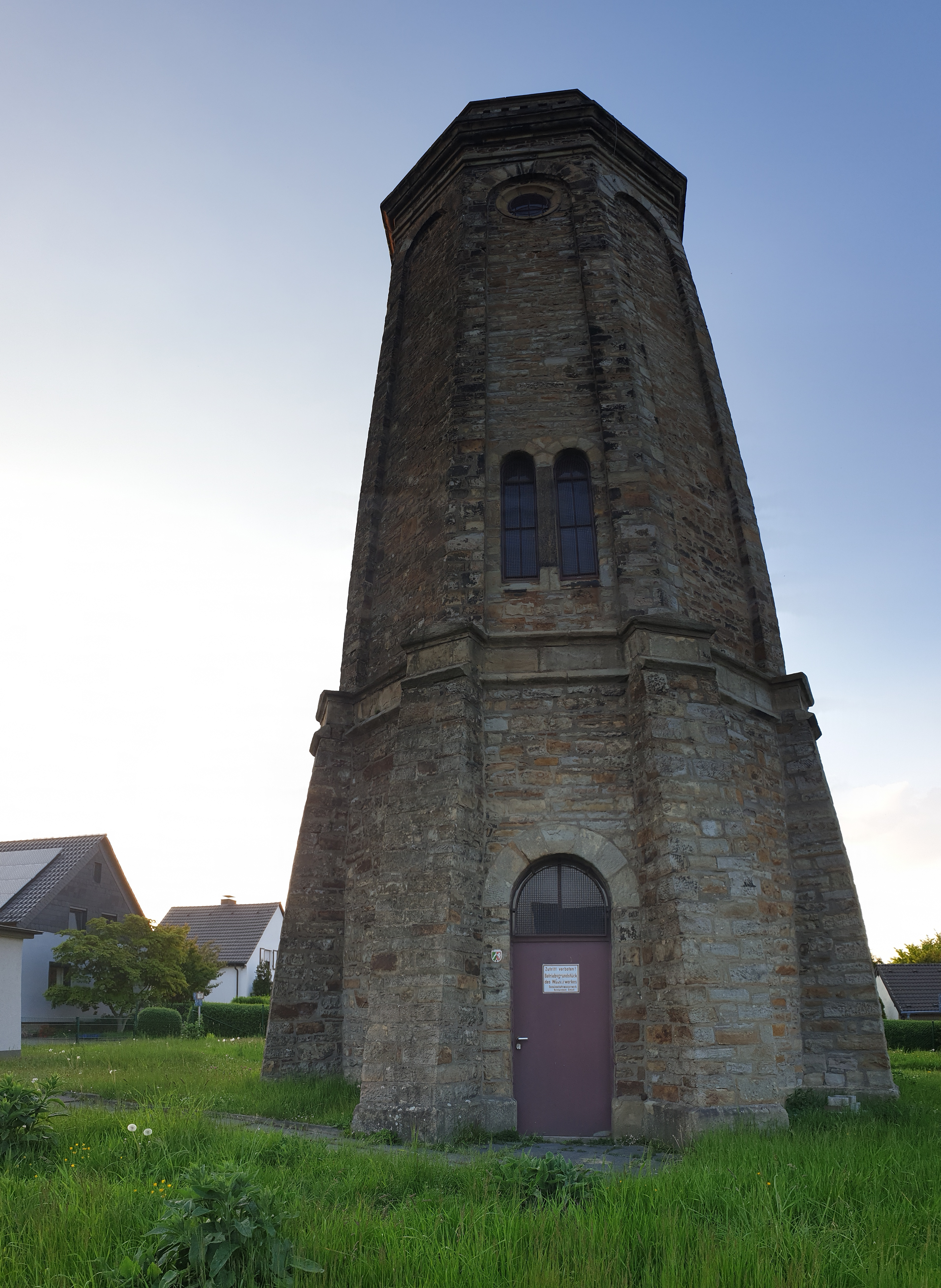
Wasserturm Loh

Der Wasserturm Loh befindet sich im Ortsteil Volmarstein der Stadt Wetter (Ruhr). Der Wasserturm liegt am höchsten Punkt von Wetter auf 258 m Höhe an der Von-der-Recke-Straße 86. Er ist seit 1883 in Betrieb, nach anderen Quellen seit 1900. Er besitzt eine Höhe von 19 Metern und hat einen achteckigen Grundriss. Er wurde 1984 restauriert. Das Wasser stammt aus dem Gemeinschaftswasserwerk Volmarstein.
Seit Oktober 1985 steht er auf der Denkmalliste der Stadt Wetter (Ruhr).